# Simon Fizes de Sauve
Simon Fizes de Sauve (Villeveyrac, 1535 – Parigi, 27 novembre 1579) è stato un politico francese.

## Biografia
Originario di Villeveyrac, Simon Fizes era figlio di contadini e fu educato presso la parrocchia locale. Iniziò come impiegato presso il maestro Jean de Rocoles, e poi divenne segretario del guardasigilli Jean Bertrandi.
Nel 1553 divenne segretario di stato, nel 1559 divenne segretario privato della regina Caterina de Medici, e durante il concilio di Trento del 1562-1563, accompagnò il cardinale di Lorena.
Nel 1563, acquistò il titolo di barone presso il vescovo di Montpellier.
Dal 2 ottobre 1567 al novembre 1579, fu segretario di stato agli affari esteri e incaricato di gestire le sedi diplomatiche della Danimarca, della Svezia e della Polonia, succedendo a Florimond Robertet, signore di Fresne.
Nel 1569, sposò Charlotte de Beaune de Semblançay et de la Carte, viscontessa di Tours (v. 1551-1617), figlia di Jacques II de Beaune-Semblançay, cavaliere dell'Ordine dello Spirito Santo, gentiluomo ordinario della camera del re e ciambellano del duca d'Angiò.
Dal 1570 al 1579, fu segretario di stato della maison du roi. Il 2 gennaio 1573, venne nominato governatore di Montpellier. Il medesimo anno, Carlo IX di Francia gli confidò le sue intenzioni per la notte di san Bartolomeo e lo incaricò di provvedere all'invio di tutti i dispacci segreti relativi all'evento.
Nell'agosto dell'anno successivo, venne inviato, con Villeroy, in Piemonte per incontrare Enrico III e stabilire un contatto tra il nuovo re e la regina madre.
Alla sua morte venne sepolto nella chiesa dei celestini di Parigi in una piccola cappella a destra dell'altare maggiore.